# Estampes
Estampes is een gemeente in het Franse departement Gers (regio Occitanie) en telt 170 inwoners (2005). De plaats maakt deel uit van het arrondissement Mirande.

## Geografie
De oppervlakte van Estampes bedraagt 11,1 km², de bevolkingsdichtheid is 15,3 inwoners per km².
De onderstaande kaart toont de ligging van Estampes met de belangrijkste infrastructuur en aangrenzende gemeenten.

## Demografie
Onderstaande figuur toont het verloop van het inwonertal (bron: INSEE-tellingen).